# Intérieur, Strandgade 30
Intérieur, Strandgade 30 est un tableau réalisé par le peintre danois Vilhelm Hammershøi en 1901. De format vertical, cette huile sur toile est une scène d'intérieur qui représente l'appartement de Copenhague où vivent l'artiste et son épouse. Elle représente une pièce presque vide donnant par une porte ouverte sur une autre salle où Ida Hammershøi se tient debout, tournant le dos au spectateur. L'œuvre est conservée par la Galerie nationale de Finlande au musée d'Art Ateneum, à Helsinki.